# 懷特島縣 (維吉尼亞州)
懷特島縣（英語：Isle of Wight County）位美國維吉尼亞州東南部的一個縣。面積940平方公里。根据美國2000年人口普查，共有人口29,728人。縣治懷特島（Isle of Wight）。
成立於1634年，是維吉尼亞州，以至美國最早成立的第一批縣之一 （共八個）。原名Warrosquyoake Shire縣，1637年改用現名。縣名來自英國的懷特島。